# 黃沙塘鱧
金鳍新沙塘鳢（学名：Neodontobutis aurarmus），也称黄沙塘鳢，为塘鳢科新沙塘鳢属的一种鱼类，由Vidthayanon在1995年命名。该物种最初发现于泰国北部。该物种主要分布于亚洲的湄公河流域，主要的栖息地是滞水与沼泽地。已知该物种对人类没有危害性。